# Trigonophorus xisana
Trigonophorus xisana is een keversoort uit de familie bladsprietkevers (Scarabaeidae). De wetenschappelijke naam van de soort werd voor het eerst geldig gepubliceerd in 1985 door Ma.